# Budstikken
Budstikken var en norsk veckoskrift, senare månadsskrift, grundad 1808 och utgiven till 1814, från 1810 organ för Selskabet for Norges vel.